# Sheriff of Wichita
Sheriff of Wichita è un film del 1949 diretto da R.G. Springsteen.
È un western statunitense ambientato negli anni 1890 con Allan Lane.

## Produzione
Il film, diretto da R.G. Springsteen su una sceneggiatura di Robert Creighton Williams, fu prodotto da Gordon Kay per la Republic Pictures e girato nell'Iverson Ranch a Chatsworth, Los Angeles, California, da metà ottobre a fine ottobre 1948.

## Distribuzione
Il film fu distribuito negli Stati Uniti dal 22 gennaio 1949 al cinema dalla Republic Pictures. È stato distribuito anche in Brasile con il titolo Intrépido Xerife.

## Promozione
Le tagline sono:
- Ridin' into Trouble!
- FAST SHOOTIN' SHERIFF!... He tried a desperate scheme to round up the West's most dangerous outlaws!
- The Most Spectacular Round-Up In The West... With Stolen Gold As KILLER BAIT!
- A STOLE FORTUNE lured five desperate, dangerous men to a ghost fort... but instead of gold they found AMBUSH!